# Constellis Group
Constellis Group est une société militaire privée, fondée en mai 2003 par des anciens militaires des Special Forces américaines ainsi que des Delta Force, et dirigée par l'ex-brigadier général Craig Nixon. Les membres du comité de direction sont d’anciens militaires ou d'ex-conseillers de la Maison-Blanche, comme Tom Katis (fondateur de Triple Canopy), Red McCombs, John Ashcroft (ancien procureur général des États-Unis), l’amiral Bobby Ray Inman (ex-directeur de la NSA).
Son centre d'entraînement, qui appartenait à Academi (anciennement Blackwater), est situé à Moyock en Caroline du Nord.
Elle compte plus de 5 000 employés. Elle est le résultat de la fusion de Triple Canopy, Academi, Tidewater Global Services, Edinburgh International, Strategic Social, International Development Solutions et Olive Group,.
En septembre 2016, elle passe sous le contrôle du fonds d'investissement Apollo Global Management.